# You can't catch me
『You can't catch me』為日本女性歌手、坂本真綾的第七張原創專輯。於2011年1月12日由Flying DOG於日本發售。

## 概要
距離精選輯的前作『everywhere』約十個月、距離上張原創專輯『かぜよみ』約兩年、為坂本真綾出道十五週年紀念企劃的第六彈。
本作收除了雙A面曲的單曲「DOWN TOWN/若是被溫柔擁抱」中的『DOWN TOWN』以外、收錄了各式製作人的11首新曲，包含了長期以來合作的菅野洋子、鈴木祥子、北川勝利、河野伸以及、末光篤、柴田淳、SUNEOHAIR這些初次成為合作者的音樂家，參與作詞、作曲、編曲的工作。另外，音樂的演奏者由各樂曲的製作人選出，許多目前在音樂舞台上表現活躍的演奏者參與其中。本作發售前的2010年12月20日，由「MUSIC ON! TV」及行動電話業者「Au」共同舉辦了可將專輯收錄的全部歌曲先行試聽的招待制試聽派對。
初回限定盤附有特典CD『SPECIAL CD "Gift" +1』，收錄了2010年3月31日舉行的『坂本真綾15周年記念演唱會 "Gift" at 日本武道館』的現場音源、以及歌曲「everywhere」的未發表音源，同時也放入了坂本的全國巡迴演唱會『坂本真綾 LIVE TOUR 2011 "You can't catch me"』的應募追加公演先行預約的傳單。

### 紀錄
2011年1月24日結算的公信榜週間排行榜上獲得冠軍。初動銷售量為2.7萬張，為過去所有全作品以來坂本第一次獲得冠軍。。以個人聲優身份獲得專輯排行榜冠軍，是繼水樹奈奈以來的史上第二位。若包含以動畫角色名義發行的作品，則是繼『放課後TEA TIME II』以來 。
2011年1月份的公信榜月間排行獲得了第15名，推定該月總銷售量3.5萬張，為本人發售的專輯作品中首次進入月間排行榜中。

## 收錄曲目

### CD
1. eternal return [4:14] 
作詞：坂本真綾、作曲・編曲：末光篤（SUEMITSU & THE SUEMITH）
2. 秘密 [4:33] 
作詞：坂本真綾、作曲：柴田淳、編曲：渡辺善太郎
  - 本專輯的主打曲、同時製作了PV。
3. DOWN TOWN/若是被溫柔擁抱 [3:55] 
作詞：伊藤銀次、作曲：山下達郎、編曲：服部隆之
  - 翻唱自「SUGAR BABE」。の同名楽曲のカバー。
  - TBS動畫『それでも町は廻っている』的片頭曲。
4. 美しい人 [5:02] 
作詞：坂本真綾、作曲・編曲：菅野洋子
  - 遣唐使船再現計畫的主題曲。
  - 出道15週年記念企劃的第2彈，於2010年6月時間限定發佈的手機鈴聲。本作首度被CD收錄。
5. キミノセイ [5:12] 
作詞・作曲：渡辺健二、編曲：SUNEOHAIR、弦樂編曲：河野伸
6. ゼロとイチ [4:42] 
作詞・作曲：常田真太郎（無限開關）、編曲：石成正人
7. みずうみ [6:08] 
作詞：坂本真綾、作曲・編曲：狩野香織
8. stand up, girls!  [3:47]
作詞：坂本真綾、作曲・編曲：鈴木祥子、管樂編曲：山本拓夫
9. ミライ地図 [4:50] 
作詞・作曲・編曲：桜井秀俊（真心ブラザーズ）、弦樂編曲：桜井秀俊・村山達哉
10. ムーンライト（または"きみが眠るための音楽"） [4:48] 
作詞：坂本真綾、作曲：堀込高樹（キリンジ）、編曲：冨田恵一
11. 手紙 [2:19] 
作詞：坂本真綾、作曲・編曲：北川勝利（ROUND TABLE）
  - 電影『キミとボク』主題曲
12. トピア [5:05] 
作詞：坂本真綾、作曲：矢吹香那、編曲：河野伸

### 特典CD『SPECIAL CD "Gift" +1』
1. everywhere -opening-  [1:33] 
作曲：坂本真綾、編曲：河野伸
2. Gift [5:30] 
作詞：岩里祐穂、作曲：菅野洋子
3. ヘミソフィア [4:20] 
作詞：岩里祐穂、作曲：菅野洋子
4. 0331medley (featuring 菅野洋子)  [11:26]
作詞：岩里祐穂(2,3,7,10)・坂本真綾(4)・一倉宏(5,8)・chris mosdell(6)・Gabriela Robin(9)・Hill Mildred J／Hill Patty Smith(11)
作曲：菅野洋子(1〜10)・Hill Mildred J／Hill Patty Smith(11)
  - 菅野洋子擔任鋼琴演奏。組曲曲目如下：。
    1. 約束はいらない(Intro.)
    2. 指輪
    3. Active Heart
    4. アルカロイド
    5. 夜明けのオクターブ
    6. Tell me what the rain knows
    7. tune the rainbow
    8. チョコと勇気
    9. トライアングラー
    10. 約束はいらない
    11. Happy Birthday To You
5. I.D. [5:19]
作詞：坂本真綾、作曲：菅野よう子
6. マジックナンバー (featuring 鈴木祥子)  [5:33]
作詞：坂本真綾、作曲：北川勝利
  - 鈴木祥子擔任鼓手。
7. everywhere -piano & vocal-  [5:08]
作詞・作曲：坂本真綾、編曲：河野伸
  - 本作為初收錄於CD中，歌曲「everywhere」的鋼琴版本音源。

## 備註
1. ↑  .   [2012-03-11]. （原始内容存档于2012-03-14）.
2. ↑  Flying Dog網頁上的初回限定版詳細資料[永久]
3. ↑  . ORICON STYLE. 2011-01-18  [2012-03-12]. （原始内容存档于2013-10-31）.

## 外部連結
- Flying Dog網站的特設網頁 （页面存档备份，存于）
- Flying Dog上通常盤的介紹 （页面存档备份，存于）